# 아카키 노노카
아카키 노노카(일본어: 赤木 野々花 あかき ののか[*], 1990년 8월 8일 ~ )는 일본의 언론인으로 NHK 소속의 여성 아나운서이다. 오카야마현 오카야마시 출신.

## 생애
1990년 8월 8일 일본 오카야마현 오카야마시에서 태어나 오카야마 쿄야마 중학교를 졸업을 하고 오카야마 조토 고등학교를 졸업한 후 게이오기주쿠 대학 종합 정책학부를 졸업하고 2013년에 입사했다.
입사 동기는 호리 사유리아나운서와 우에하라 미츠키아나운서이다.

## 그외
그녀는 하프 연주를 잘하는데 중고등시절에 일본 음악 콩코르 대회에서 입상을 한 경험이 있고 대학시절에도 제22회 일본 하프 콩코르에서 어드밴스 부문에서 5위를 기록했었다.